# Santana (efternamn)
Santana är ett latinskt efternamn, vanligtvis i spansktalande länder.

## Kända personer
- Ava Santana, skådespelerska
- Carlos Santana, gitarrist och skapare av rockbandet Santana
- Ervin Santana, pitcher i Major League Baseball
- Johan Santana, pitcher i Major League Baseball
- Jorge Santana, musiker och bror till Carlos Santana
- Juelz Santana (född som "LaRon Louis James"), rappare
- Manuel Santana, tennisspelare
- Pedro Santana, Dominikanska republikens första president
- Pedro Santana, spansk-svensk skulptör
- Salvador Santana, musiker och son till Carlos Santana
- Tito Santana, professionell wrestlare

### Fotbollsspelare
- Cléber Santana, brasiliansk fotbollsspelare
- Fidelis Junior Santana da Silva, brasiliansk fotbollsspelare
- Joel Santana, före detta fotbollsspelare och -tränare för Sydafrikas herrlandslag i fotboll
- Jonathan Santana, paraguayansk fotbollsspelare
- Mario Santana, argentinsk fotbollsspelare
- Pedro Aparecido Santana, brasiliansk fotbollsspelare
- Telê Santana, brasiliansk fotbollsspelare och -tränare